# Nuestros Pequeños Hermanos

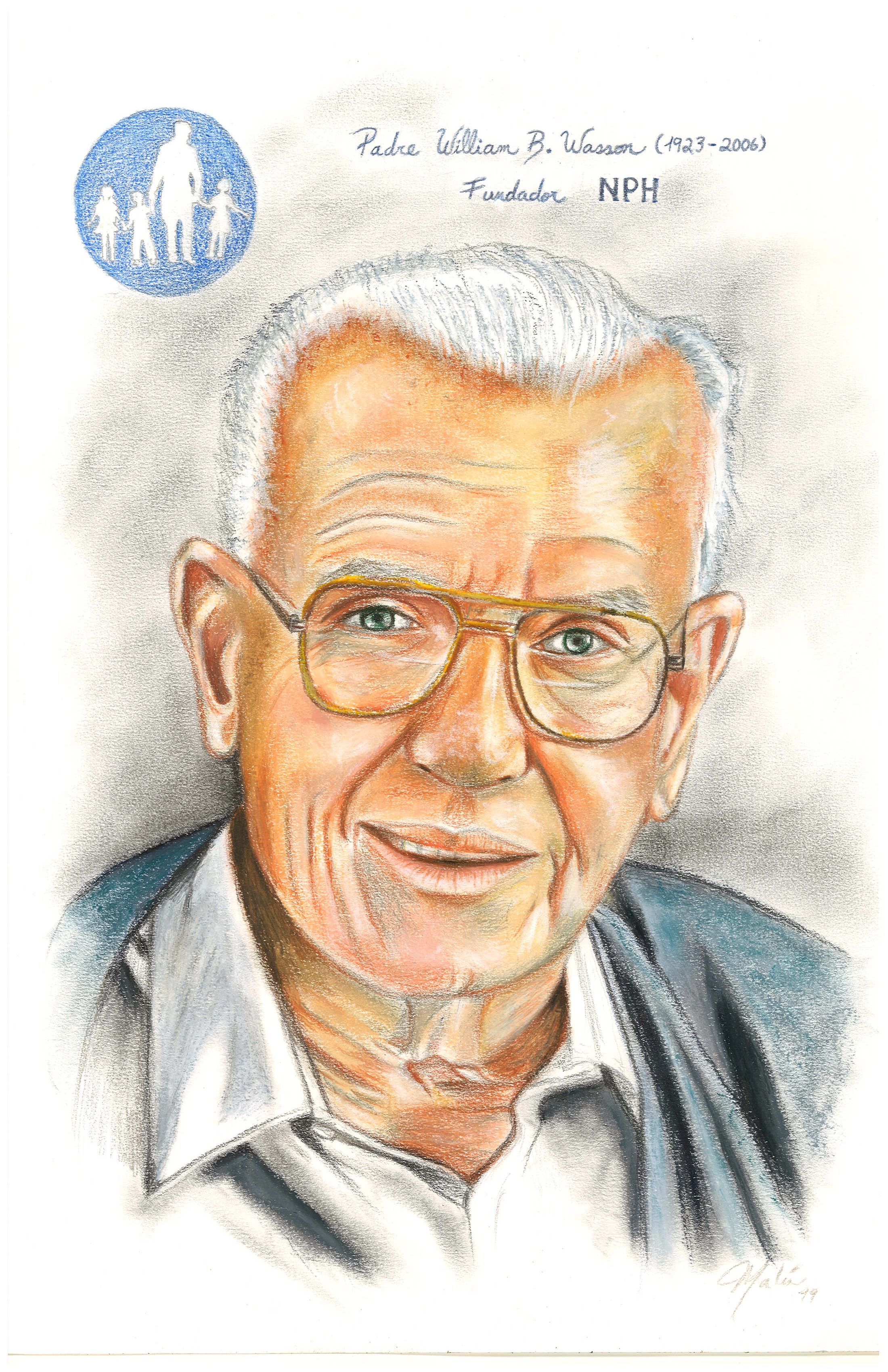

Nuestros Pequeños Hermanos es una fundación sin fines de lucro que ofrece protección y desarrollo integral a niños, niñas y adolescentes basados en principios cristianos católicos, fundada en 1954 por el Rev. William B. Wasson (21/12/1923 - † 16/08/2006).

## Historia
Al ser sorprendido un joven robando la caja de las limosnas para alimentarse, en una iglesia católica de Cuernavaca, un sacerdote originario de Estados Unidos llamado  William B. Wasson no quiso presentar cargos tras investigar y averiguar que era huérfano, decidió mantenerlo en su custodia y no presentar cargos, una semana después el juez le mandó a 8 jóvenes más y al final del mes contaba ya con 32 niños. Así nació la gran familia de Nuestros Pequeños Hermanos.

## Nuestros Pequeños Hermanos México
La primera casa que se fundó, fue establecida en 1954 en una antigua plantación de caña de azúcar en la Hacienda San Salvador ubicada en Miacatlán un pequeño pueblo al sur de la Ciudad de México, es la casa principal de la gran familia con casi 1000 niños, en ella se puede estudiar desde el preescolar hasta una carrera universitaria ya que cuenta en sus instalaciones con kinder, primaria y secundara, el nivel medio superior o bachillerato en Cuernavaca y la carrera universitaria en la Ciudad de México o en Monterrey.

### Nuestros Pequeños Hermanos Internacional
En 1987 Nuestros Pequeños Hermanos se internacionalizó al fundar la primera casa fuera de México.
Casas:
- 1954 Cuernavaca - Miacatlán - México. https://www.nph.org/mexico/
- 1986 Francisco Morazán - Honduras. https://www.nph.org/honduras/
- 1987 Petion Ville - Haití. https://www.nph.org/haiti/
- 1994 Granada - Nicaragua. https://www.nph.org/nicaragua/
- 1996 Chimaltenango - Guatemala. https://www.nph.org/guatemala/
- 1999 Santa Ana - El Salvador. https://www.nph.org/el-salvador/
- 2003 San Pedro de Macoris - Républica Dominicana. https://www.nph.org/dominican-republic/
- 2004 San Vicente de Cañete - Perú. https://www.nph.org/peru/
- 2005 Santa Cruz - Bolivia. https://www.nph.org/bolivia/

El padre Wasson como se le decía con cariño falleció en Arizona el 16 de agosto de 2006.